# 風来のシレン 20th スペシャルコレクション
『風来のシレン 20th スペシャルコレクション』（ふうらい のシレン トゥウェンティス スペシャルコレクション）は、チュンソフト20周年記念として2004年12月15日に発売された、チュンソフトのローグライクゲーム『不思議のダンジョン 風来のシレン』シリーズのサウンドトラック集。発売元はウェーブマスター。販売元はエイベックス・ディストリビューション。

## 概要
収録曲はすぎやまこういちと松尾早人作曲によるもの。第一作『不思議のダンジョン2 風来のシレン』に関しては、サウンドトラック『不思議のダンジョン2 風来のシレン スペシャル・アレンジヴァージョン』が発売されていたため、その他当時発売済みかつ音源化されていなかった以下の4タイトルの楽曲を収録した3枚組CDとなっている。前回のCDとは異なりゲーム音源そのままの収録となっている。
- 『風来のシレン2 鬼襲来!シレン城!』
- 『風来のシレン外伝 女剣士アスカ見参!』
- 『風来のシレンGB 月影村の怪物』
- 『風来のシレンGB2 砂漠の魔城』

また、CD EXTRA仕様となっており、エクストラトラックには描き下ろしイラストなどが収録されている。

## 収録曲

### ディスク1
1～20「風来のシレン2 鬼襲来!シレン城!」より
1. 旅ガラスは行く 〜 旅ガラスの街 (オープニング)	
作曲: すぎやまこういち
2. 憩いの町
作曲: すぎやまこういち
3. ナタネ村
作曲: すぎやまこういち
4. 鼻歌まじりで森を行く
作曲: すぎやまこういち
5. 竹林原野
作曲: すぎやまこういち
6. 杉並の旧街道 〜 天馬峠 (さびれた坑道 〜 奈落山)
作曲: すぎやまこういち
7. 山霊の洞窟 (暗夜空洞)
作曲: すぎやまこういち
8. 廃坑 (断崖の風穴)
作曲: すぎやまこういち
9. 地下水脈
作曲: すぎやまこういち
10. 雲上の世界で (ヒズメ岸壁)
作曲: すぎやまこういち
11. 旅ガラスの宿 (シュテン村中腹)
作曲: すぎやまこういち
12. 試練の洞窟 (雪山)
作曲: すぎやまこういち
13. 源流の魔窟 〜 タランチュラの巣
作曲: すぎやまこういち
14. シュテン村頂上
作曲: すぎやまこういち
15. シレン城
作曲: すぎやまこういち
16. キララのテーマ 〜 キララ哀しみを胸にしまって
作曲: すぎやまこういち
17. 鬼襲来 〜 鬼3人組のテーマ
作曲: すぎやまこういち
18. 憩いの町 (サスミのテーマ)
作曲: すぎやまこういち
19. ババさま 〜 祈祷 〜 村祭り
作曲: すぎやまこういち
20. いざ鬼ヶ島へ
作曲: すぎやまこういち

### ディスク2
1～15「風来のシレン2 鬼襲来!シレン城!」より 

16～33「風来のシレン外伝 女剣士アスカ見参!」より
1. 鬼ヶ島 上陸part1
作曲: すぎやまこういち
2. 試練の時 (鬼ヶ島 上陸part2)
作曲: すぎやまこういち
3. 怪しげな店 〜 泥棒状態
作曲: すぎやまこういち
4. 黄金の間
作曲: すぎやまこういち
5. 天にとどく (鬼ヶ島 上陸part3)
作曲: すぎやまこういち
6. 試練の洞窟 (鬼ヶ島 上陸part4)
作曲: すぎやまこういち
7. お化け屋敷
作曲: すぎやまこういち
8. 化け物小屋
作曲: すぎやまこういち
9. 鬼ヶ島を征く
作曲: すぎやまこういち
10. 鬼オヤブンとの決戦！
作曲: すぎやまこういち
11. 黄金都市 〜 そして旅は終わった
作曲: すぎやまこういち
12. 風来のシレン終曲
作曲: すぎやまこういち
13. 憩いの街 (もののけ王国)
作曲: すぎやまこういち
14. 鬼の楽園
作曲: すぎやまこういち
15. 風来のシレンME (鬼襲来！シレン城！MEコレクション)
効果音集
16. オープニング 〜女剣士アスカ見参！〜
作曲: すぎやまこういち/松尾早人
17. 十六夜の里
作曲: 松尾早人
18. 十六夜の水田
作曲: 松尾早人
19. ミナモテーマ
作曲: 松尾早人
20. 白神沼の二匹
作曲: 松尾早人
21. メイオウラン飛翔
作曲: 松尾早人
22. アスカの決意
作曲: 松尾早人
23. 黄金都市 〜 そして旅は終わった (鋼賀編エンディング)
作曲: すぎやまこういち
24. 八神楽の森
作曲: 松尾早人
25. 八魔天の悪巧み
作曲: 松尾早人
26. コヨリのテーマ
作曲: 松尾早人
27. 骨のダンジョン
作曲: 松尾早人
28. ジンパチのテーマ
作曲: 松尾早人
29. 地下遺跡の暗闇で
作曲: 松尾早人
30. バリバリのテーマ
作曲: 松尾早人
31. 氷とサンゴのダンジョン
作曲: 松尾早人
32. 八魔天との戦い
作曲: 松尾早人
33. エンディング 〜女剣士アスカ見参！〜
作曲: 松尾早人

### ディスク3
1～13,30「風来のシレンGB 月影村の怪物」より

14～29「風来のシレンGB2 砂漠の魔城」より
1. 旅ガラスは行く 〜 旅ガラスの街
作曲: すぎやまこういち
2. 憩いの街 (メニュー画面)
作曲: すぎやまこういち
3. 旅ガラスは行く 〜 旅ガラスの街 (月影村)
作曲: すぎやまこういち
4. 杉並の旧街道 〜 天馬峠 (へんげのもり 〜 コマシラどうくつ前半)
作曲: すぎやまこういち
5. 廃坑 (コマシラどうくつ後半)
作曲: すぎやまこういち
6. 雲上の世界で (くようとうげ前半)
作曲: すぎやまこういち
7. 山霊の洞窟 (くようとうげ後半)
作曲: すぎやまこういち
8. 試練の時 (けしんのいわば前半)
作曲: すぎやまこういち
9. 天にとどく (けしんのいわば後半)
作曲: すぎやまこういち
10. 試練の洞窟 (りゅうのあぎと)
作曲: すぎやまこういち
11. オロチとの死闘
作曲: すぎやまこういち
12. エピローグはうたげで
作曲: すぎやまこういち
13. 憩いの街 (フェイ 〜 ケヤキのテーマ)
作曲: すぎやまこういち
14. オープニング 〜魔城〜
作曲: 松尾早人
15. 城下町イルパ
作曲: 松尾早人
16. 古代遺跡の財宝
作曲: 松尾早人
17. 魔城東天守閣
作曲: 松尾早人
18. 邪神像 〜 魔城 〜 ザガンのテーマ 〜 地下牢
作曲: 松尾早人
19. 魔城大天守閣
作曲: 松尾早人
20. お化け屋敷
作曲: すぎやまこういち
21. 化け物小屋
作曲: すぎやまこういち
22. 怪しげな店
作曲: すぎやまこういち
23. 戦慄 〜 勇気 〜 ンフーのテーマ
作曲: 松尾早人
24. ジャハンナム
作曲: 松尾早人
25. キュラス、邪心との戦い
作曲: 松尾早人
26. 黄金都市 〜 そして旅は終わった
作曲: すぎやまこういち
27. アテカのテーマ
作曲: 松尾早人
28. 旅ガラスは行く
作曲: すぎやまこういち
29. 風来のシレンME (砂漠の魔城 MEコレクション)
効果音集
30. 風来のシレンME (GAMEBOY MEコレクション)
効果音集